# Denis Grisel
Denis Grisel, né le 26 juin 1946 à Boulogne-Billancourt et décédé le 13 mai 2020 à Vesoul, est un archiviste et historien français.

## Biographie
Élève de l'École nationale des chartes, il y obtient le diplôme d'archiviste paléographe en 1973 avec une thèse intitulée Saint-Benoît de Paris. Le chapitre premier, la paroisse et l’église du XIe siècle à 1854.
Il commence sa carrière comme directeur des archives départementales de la Haute-Saône en 1973. Par la suite, il dirige les archives départementales de Saône-et-Loire en 1986 puis celles du Doubs en 1998. Il est nommé inspecteur général des archives de France en 2004, puis directeur du centre historique des Archives nationales à Paris de 2006 à 2007, jusqu'à sa retraite en décembre 2007.
Denis Grisel est président de la Société d'agriculture, lettres, sciences et arts de la Haute-Saône de mars 2015 à sa mort le 13 mai 2020. Le lendemain de son décès, le ministre de la Culture Franck Riester lui rend hommage dans un communiqué de presse.
Il repose au Nouveau cimetière de Vesoul.

## Distinctions
Denis Grisel est fait chevalier de l'Ordre des Arts et des Lettres en 1985 et chevalier de l'Ordre national du Mérite en 2008.